# Bocca (cognome)
Bocca è un cognome di lingua italiana.

## Varianti
Boca, Bocca Corsico Piccolino, Boccabianca, Boccaccini, Boccaccino, Boccaccio, Boccadifuoco, Boccafoglia, Boccafusca, Boccalini, Boccanegra, Boccanera, Boccasile, Boccassini, Boccherini, Bocchetta, Bocchetti, Bocchetto, Bocchi, Bocchini, Bocchino, Bocciarelli, Boccioni, Bocconi, Boccucci, Boccuzzi, Bocelli, Bucca, Buccafusca, Buccella, Bucchi, Bucciarelli, Bucco, Del Boca.

## Origine e diffusione
Il cognome è panitaliano, con comparse prevalenti in tutto il Centro-Nord Italia.
Potrebbe derivare dal latino buca o bucca, "bocca", rappresentando quindi un soprannome fisioanatomico.
La variante Boccanegra è ligure; Boccafoglia è emiliana; Bucca è meridionale; Boccafusca e Buccafusca sono siciliani e calabresi.

## Persone
- Bernabò Bocca – imprenditore e politico italiano
- Ferdinando Bocca – imprenditore italiano
- Francesca Bocca – scenografa italiana